# Einzorén
Einzorén (en árabe: إمزورن‎, en lenguas bereberes: ⵉⵎⵣⵓⵔⵏ, en francés: Imzouren) es una ciudad en el norte de Marruecos, que pertenece a la provincia de Alhucemas con una población aproximada de 100 000 habitantes. Se encuentra 14 kilómetros de Alhucemas, y cerca de Beni Bu Ayast. También tiene cerca la playa de Suani. Einzorén es la ciudad de origen de muchos emigrantes marroquíes en Holanda.

Einzorén tiene la particularidad de ver multiplicar su población un 70% durante el período estival con el regreso de los rifeños que viven en Europa y especialmente en los Países Bajos y Francia (70% de ellos). Hay muchos cafés en la ciudad con amplias terrazas y restaurantes.

## Historia
Einzorén fue fundada alrededor de 1930 por la tribu Ait Wayagher. Durante la ocupación española, la ciudad de Einzorén no tenía más de 1000 habitantes. Después de 1956, la población aumentó de 1000 a 25 000 habitantes en 1990. La ciudad también atrajo residentes de las tribus vecinas. Imzuren se compone principalmente de residentes de la tribu Beni Urriaguel, ya que el lugar pertenece a esa tribu. Pequeñas partes de la población también están formadas por personas de las tribus vecinas Ait Touzin y Tensamán.
El 24 de febrero de 2004, un terremoto de 6.3 en la escala de Richter dejó 629 víctimas, más de 1000 heridos y 15 000 sin hogar en la provincia en la ciudad.

## Infraestructura

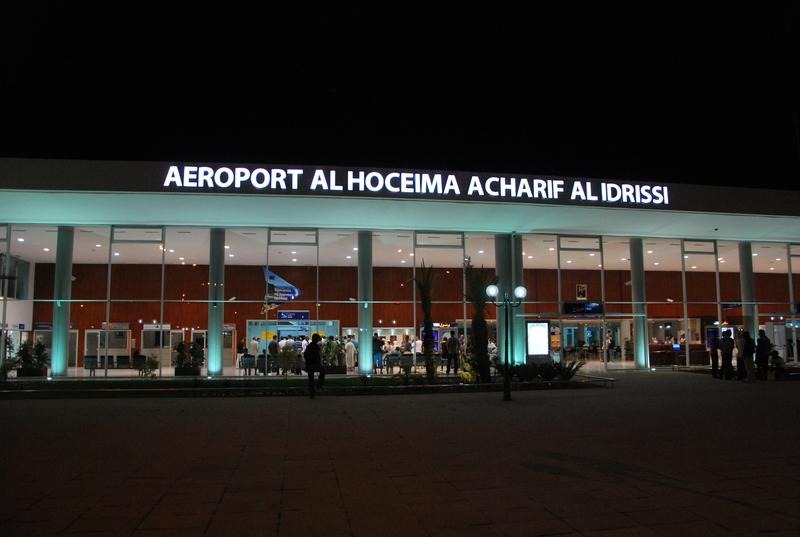
Aeropuerto Cherif Al Idrissi.

El Aeropuerto Cherif Al Idrissi, que está a pocos kilómetros de distancia, ha sido renovado y ampliado en los últimos años y tiene vuelos a ciudades Europeas como Ámsterdam o Bruselas y a nivel nacional a Casablanca o Uchda.

## Lugares de interés
La ciudad de Einzorén tiene una serie de atracciones, como el gran mercado del sábado, la calle comercial Kassiria y una serie de viejos edificios coloniales españoles derruidos.
Todos los lunes tiene lugar un zoco, que no es famoso por sus productos, sino por su clientela. Reservado a las mujeres, está rodeado de una tapia baja pensada para protegerse de la curiosidad masculina.